# Louis-Bertrand Tirilly
Louis-Bertrand Tirilly SSCC (ur. 25 stycznia 1912 w Guilvinec we Francji, zm. 25 października 2002) – francuski duchowny rzymskokatolicki, sercanin biały, misjonarz, wikariusz apostolski Markizów, biskup Taiohae.

## Biografia
17 października 1935 złożył śluby zakonne. 25 lipca 1937 otrzymał święcenia prezbiteriatu i został kapłanem Zgromadzenia Najświętszych Serc Jezusa i Maryi oraz Wieczystej Adoracji Najświętszego Sakramentu Ołtarza. 19 grudnia 1938 przybył na Markizy.
16 listopada 1953 papież Pius XII mianował go wikariuszem apostolskim Markizów oraz biskupem tytularnym Buthrotum. 12 września 1954 w Quimper przyjął sakrę biskupią z rąk biskupa Quimper André-Pierre'a-François Fauvela. Współkonsekratorami byli wikariusz apostolski Gujany Francuskiej - Kajenny Alfred Aimé Léon Marie CSSp oraz wikariusz apostolski Douali Pierre Bonneau CSSp.
Jako ojciec soborowy wziął udział w pierwszej i w drugiej sesji soboru watykańskiego II. 21 czerwca 1966 wikariat apostolski Markizów został podniesiony do rangi diecezji. Tym samym bp Tirilly został biskupem Taiohae.
17 marca 1970 zrezygnował z biskupstwa. Otrzymał wówczas biskupstwo tytularne Budua, z którego zrezygnował 27 września 1976. Następnie powrócił do Francji, gdzie był kapelanem w hospicjum. Pod koniec życia zamieszkał w domu starców. Zmarł 25 października 2002.